# Fréterive
Fréterive ist eine französische Gemeinde mit 632 Einwohnern (Stand: 1. Januar 2022) innerhalb des Arrondissements Chambéry im Département Savoie in der Region Auvergne-Rhône-Alpes. Die Gemeinde gehört zum Kanton Saint-Pierre-d’Albigny. 

## Geographie
Fréterive liegt etwa 25 Kilometer ostnordöstlich von Chambéry an der Isère. Umgeben wird Fréterive von den Nachbargemeinden École im Norden, Grésy-sur-Isère im Osten und Nordosten, Aiton im Südosten, Chamousset im Süden sowie Saint-Pierre-d’Albigny im Westen und Südwesten.
Die Gemeinde liegt innerhalb des Regionalen Naturparks Massif des Bauges.

## Bevölkerungsentwicklung
| Jahr                       | 1962 | 1968 | 1975 | 1982 | 1990 | 1999 | 2006 | 2017 |
| -------------------------- | ---- | ---- | ---- | ---- | ---- | ---- | ---- | ---- |
| Einwohner                  | 429  | 415  | 372  | 341  | 429  | 435  | 451  | 576  |
| Quellen: Cassini und INSEE |      |      |      |      |      |      |      |      |

## Sehenswürdigkeiten
- Kirche Saint-Christophe, 1899/1900 erbaut
- Schloss Miolans
- Wehrhaus Les Moulins, Ende des 16. Jahrhunderts erbaut

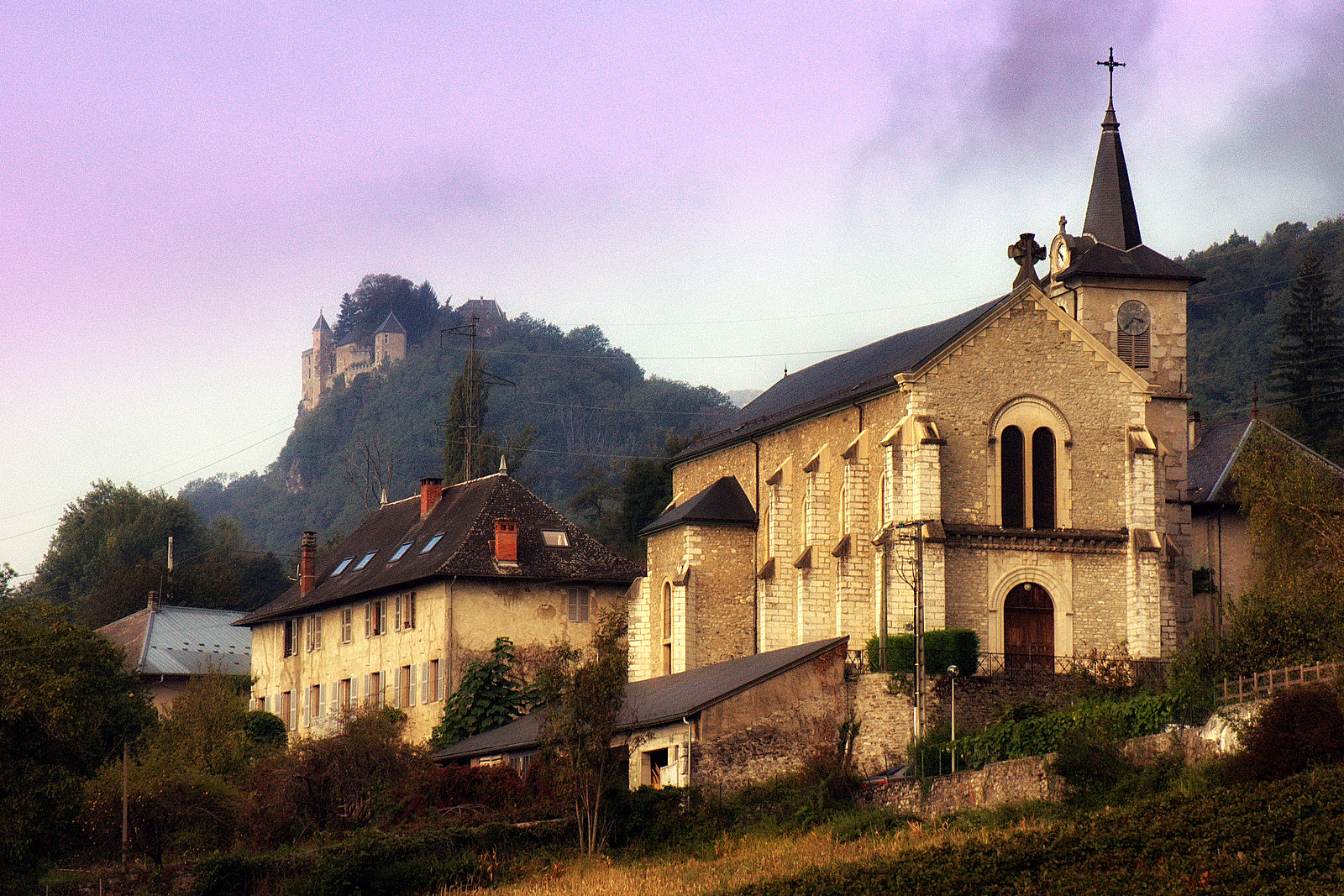
Kirche Saint-Christophe mit dem Schloss Miolans